# ターストルプ条約
ターストルプ条約（ターストルプじょうやく、英語: Treaty of Taastrup）は、北方戦争中の1658年2月18日（ユリウス暦）に締結された、スウェーデン王カール10世とデンマーク＝ノルウェー王フレデリク3世の間の条約。
当時、デンマークとスウェーデンは敵対していたが、スウェーデンによる氷上侵攻の成功でデンマークは慌てて交渉を再開、予備講和条約としてターストルプ条約が締結された。

## 内容
条約の内容は下記の通り。
- デンマークはスコーネ3県、ボーンホルム島、トロンデラーグをスウェーデンに割譲する。
- デンマークはスウェーデンに歩兵2千と騎兵2千を提供する。
- デンマークは反スウェーデン同盟から脱退する。
- デンマークは自国およびスウェーデンに敵対している軍艦のエーレスンド海峡と大ベルト海峡、小ベルト海峡の通過をできるだけ阻止する。
- デンマークはスウェーデン船の海峡通行税を免除する。

唯一譲歩と言えるのは、スウェーデンがデンマークとホルシュタイン＝ゴットルプ公フレゼリク3世との間の紛争に介入しないと約束したことだけだった。

## その後
1週間後の2月26日（ユリウス暦）、ロスキレ条約が締結され、ターストルプ条約は一部の微小な変更を除いてそのまま確認された。